# The Sadist
The Sadist is een lowbudget-horrorfilm uit 1963. De film werd vanwege de inhoud niet geaccepteerd door de grote theaters en werd dus in kleine theaters gedraaid. De film bevindt zich momenteel in het publiek domein.

## Rolverdeling
| Acteur          | Personage        |
| --------------- | ---------------- |
| Arch Hall jr.   | Charles A. Tibbs |
| Marilyn Manning | Judy Bradshaw    |
| Richard Alden   | Ed Stiles        |
| Helen Hovey     | Doris Page       |
| Don Russell     | Carl Oliver      |
| Joe Jesgarz     |                  |